# Nati nel 1954/Settembre
| Questa pagina contiene informazioni ricavate automaticamente dalle voci biografiche con l'ausilio del template Bio e di un bot. L'aggiornamento è periodico e automatico e ricostruisce completamente la pagina. Se manca una persona in questa lista, sei pregato di non aggiungerla, ma accertati piuttosto che la sua voce biografica contenga il template Bio e che i dati anagrafici siano correttamente compilati. Se il template Bio manca, inseriscilo tu stesso o, in alternativa, metti l'avviso {{tmp\|Bio}} che ne segnala la mancanza. Se i dati riportati sono sbagliati, correggi direttamente la voce biografica; le modifiche saranno visibili in questa lista entro pochi giorni. Per chiarimenti vedi il progetto biografie. La lista contiene solo le 252 persone che sono citate nell'enciclopedia e per le quali è stato implementato correttamente il template Bio. Pagina aggiornata al 18 ago 2025. |

- 1º settembre - Sammy Barbot, cantante, ballerino e conduttore televisivo francese
- 1º settembre - Manuel Díaz Vega, arbitro di calcio spagnolo
- 1º settembre - Giorgio Fossa, imprenditore italiano
- 1º settembre - Glenn Keeley, ex calciatore inglese
- 1º settembre - Gianni Modena, multiplista, velocista e ex bobbista italiano
- 1º settembre - Leonardo Re Cecconi, disc jockey e conduttore radiofonico italiano († 2004)
- 1º settembre - Alain Vigneron, ex ciclista su strada francese
- 1º settembre - Filip Vujanović, politico montenegrino
- 2 settembre - Zeta Aimilianidou, politica e avvocata cipriota († 2022)
- 2 settembre - Andrej Babiš, politico e imprenditore ceco
- 2 settembre - Mireille Ballestrazzi, funzionaria francese
- 2 settembre - Abele Blanc, alpinista italiano
- 2 settembre - Stephen Bungay, dirigente d'azienda, storico e scrittore britannico
- 2 settembre - Doriano Fasoli, scrittore, critico letterario e giornalista italiano
- 2 settembre - Felice Maniero, criminale italiano
- 2 settembre - Donald Margulies, drammaturgo e sceneggiatore statunitense
- 2 settembre - Giancarlo Previati, attore italiano
- 2 settembre - Humberto Zurita, attore messicano
- 3 settembre - Gennaro Coronella, politico italiano
- 3 settembre - Jesús Echave, pilota di rally e imprenditore spagnolo
- 3 settembre - David Elleray, ex arbitro di calcio inglese
- 3 settembre - Jean-Claude Merlin, astronomo francese
- 3 settembre - Ion Moldovan, allenatore di calcio e ex calciatore rumeno
- 3 settembre - Best Ogedegbe, calciatore nigeriano († 2009)
- 3 settembre - Giovanni Pilo, politico italiano
- 3 settembre - Herbert Plank, ex sciatore alpino italiano
- 3 settembre - Jaak Uudmäe, ex triplista sovietico
- 4 settembre - Steve August, ex giocatore di football americano statunitense
- 4 settembre - Carmen Boullosa, scrittrice, poetessa e drammaturga messicana
- 4 settembre - Oscar Brenifier, filosofo francese
- 4 settembre - Umberto Broccoli, archeologo, autore televisivo e conduttore radiofonico italiano
- 4 settembre - Isabelle Durant, politica belga
- 4 settembre - Rosa Quelopana, ex cestista peruviana
- 4 settembre - Libor Rouček, politico ceco
- 5 settembre - Per Knut Aaland, ex fondista norvegese
- 5 settembre - Laura Di Toma, judoka italiana
- 5 settembre - Robert Droogmans, pilota automobilistico belga
- 5 settembre - Alfredo Fiorini, missionario italiano († 1992)
- 5 settembre - Hans-Jürgen Gerhardt, bobbista tedesco
- 5 settembre - Claudio Silvestrin, architetto e designer italiano
- 5 settembre - Cinzia TH Torrini, regista italiana
- 6 settembre - Georgij Agzamov, scacchista sovietico († 1986)
- 6 settembre - Marco Bonometti, imprenditore italiano
- 6 settembre - Roberto Giovanni Carbone, medico italiano
- 6 settembre - Daniela Citarelli, ex cestista italiana
- 6 settembre - Carly Fiorina, dirigente d'azienda e politica statunitense
- 6 settembre - Vanni Lenna, politico italiano
- 6 settembre - Yolande Mukagasana, scrittrice ruandese
- 7 settembre - Corbin Bernsen, attore, regista e produttore cinematografico statunitense
- 7 settembre - Doug Bradley, attore britannico
- 7 settembre - Maurizio Casasco, politico italiano
- 7 settembre - Michael Emerson, attore statunitense
- 7 settembre - Francisco Guterres, politico est-timorese
- 7 settembre - Mary Hamm, ex tennista statunitense
- 7 settembre - Sergio Rendine, compositore italiano († 2023)
- 7 settembre - Tudorel Stoica, ex calciatore rumeno
- 8 settembre - Mario Acquaviva, cantautore italiano
- 8 settembre - Ruby Bridges, attivista statunitense
- 8 settembre - Mark Lindsay Chapman, attore britannico
- 8 settembre - Scott Cranham, tuffatore canadese
- 8 settembre - Michele De Nadai, allenatore di calcio e ex calciatore italiano
- 8 settembre - Sjarhej Hajdukevič, politico bielorusso
- 8 settembre - Johan Harmenberg, ex schermidore svedese
- 8 settembre - Clayton Norcross, attore statunitense
- 8 settembre - Raymond Odierno, generale statunitense († 2021)
- 8 settembre - Michael Shermer, scrittore e storico della scienza statunitense
- 8 settembre - Geōrgios Toussas, politico greco
- 8 settembre - Dechen Wangmo Wangchuck, principessa bhutanese
- 8 settembre - Ivo Watts-Russell, produttore discografico e musicista britannico
- 9 settembre - Greg Coleman, ex giocatore di football americano statunitense
- 9 settembre - Jeffrey Combs, attore statunitense
- 9 settembre - Walter Davis, cestista statunitense († 2023)
- 9 settembre - Amador Lorenzo, ex calciatore spagnolo
- 9 settembre - Mohsen Rezai, generale e politico iraniano
- 9 settembre - Milton Vicente Rodríguez, ex calciatore ecuadoriano
- 10 settembre - Silvia Chivás, ex velocista cubana
- 10 settembre - Marc Gomez, ex ciclista su strada francese
- 10 settembre - Brian Hornsby, ex calciatore inglese
- 10 settembre - Clark Johnson, attore e regista statunitense
- 10 settembre - Francesco La Vecchia, direttore d'orchestra italiano
- 10 settembre - Cynthia Lummis, politica e avvocato statunitense
- 10 settembre - Fred Olen Ray, regista, sceneggiatore e produttore cinematografico statunitense
- 10 settembre - Don Wilson, ex kickboxer e attore statunitense
- 10 settembre - Bruno Wolfer, ex ciclista su strada svizzero
- 11 settembre - Reed Birney, attore statunitense
- 11 settembre - Maurizio Falessi, ex terrorista italiano
- 11 settembre - Paolo Ragosa, ex pallanuotista e allenatore di pallanuoto italiano
- 11 settembre - Tibor Takács, regista ungherese
- 11 settembre - Elisabetta Torlasco, attrice italiana
- 12 settembre - Vicente Belda, dirigente sportivo e ex ciclista su strada spagnolo
- 12 settembre - Zeynep Değirmencioğlu, attrice e imprenditrice turca
- 12 settembre - Riccardo Donna, regista e cantautore italiano
- 12 settembre - Scott Hamilton, sassofonista statunitense
- 12 settembre - Peter Hampton, calciatore inglese († 2020)
- 12 settembre - Michael Moritz, imprenditore statunitense
- 12 settembre - Lido Scarpetti, politico italiano
- 12 settembre - Barry Siddall, ex calciatore inglese
- 13 settembre - Gerolamo Alchieri, attore, doppiatore e direttore del doppiaggio italiano
- 13 settembre - David Goodier, bassista inglese
- 13 settembre - Steve Kilbey, cantante e bassista britannico
- 13 settembre - Marisa Nicchi, politica e attivista italiana
- 13 settembre - Rauli Pudas, ex astista finlandese
- 13 settembre - Andrea Rinaldo, ingegnere, idrologo e ex rugbista a 15 italiano
- 13 settembre - Shigeharu Ueki, calciatore e allenatore di calcio giapponese († 2024)
- 13 settembre - Isiah Whitlock Jr., attore statunitense
- 13 settembre - Serra Yılmaz, attrice, regista e traduttrice turca
- 14 settembre - Roberto Avogadro, politico italiano
- 14 settembre - Gloria Buffo, politica italiana
- 14 settembre - Josip Čop, ex calciatore jugoslavo
- 14 settembre - Andrea Crisanti, microbiologo, divulgatore scientifico e politico italiano
- 14 settembre - Al Darby, ex giocatore di football americano statunitense
- 14 settembre - Lars Hansen, ex cestista danese
- 14 settembre - Michael Patrick King, regista e produttore televisivo statunitense
- 14 settembre - María Elena Sarría, ex pesista cubana
- 14 settembre - Buzz Schneider, ex hockeista su ghiaccio statunitense
- 14 settembre - David Wojnarowicz, artista, fotografo e scrittore statunitense († 1992)
- 15 settembre - Hrant Dink, giornalista e scrittore turco († 2007)
- 15 settembre - Elio Nava, pittore italiano
- 15 settembre - Barry Shabaka Henley, attore statunitense
- 15 settembre - Werner Lička, allenatore di calcio e ex calciatore cecoslovacco
- 15 settembre - Cliff Pondexter, ex cestista statunitense
- 15 settembre - Carola Zirzow, ex canoista tedesca
- 16 settembre - Ralph Abraham, politico statunitense
- 16 settembre - Mario D'Angelo, sociologo e politologo francese
- 16 settembre - Pat Du Pré, ex tennista statunitense
- 16 settembre - Marianne Flynner, cantante svedese
- 16 settembre - Colin Newman, cantante, polistrumentista e produttore discografico britannico
- 17 settembre - Bill Irwin, ex wrestler statunitense
- 17 settembre - František Kunzo, ex calciatore cecoslovacco
- 17 settembre - Albert Oehlen, pittore tedesco
- 17 settembre - Dragan Simeunović, ex calciatore jugoslavo
- 17 settembre - Jocelyne Villeton, ex maratoneta francese
- 18 settembre - Takao Doi, ingegnere e astronauta giapponese
- 18 settembre - Einar Már Guðmundsson, scrittore islandese
- 18 settembre - Yaşar Güler, generale e politico turco
- 18 settembre - Dennis Johnson, cestista e allenatore di pallacanestro statunitense († 2007)
- 18 settembre - Mohamed Kedir, ex mezzofondista etiope
- 18 settembre - Jovino Santos Neto, pianista brasiliano
- 18 settembre - Tor Nilsen, ex calciatore norvegese
- 18 settembre - Norodom Narindrapong, principe cambogiano († 2003)
- 18 settembre - Steven Pinker, psicologo e linguista canadese
- 18 settembre - Tommy Tuberville, politico e allenatore di football americano statunitense
- 18 settembre - William Van Poyck, criminale statunitense († 2013)
- 19 settembre - David Bamber, attore britannico
- 19 settembre - Maurizio Castro, politico italiano
- 19 settembre - Catherine David, critica d'arte e scrittrice francese
- 19 settembre - Mark Drakeford, politico britannico
- 19 settembre - Allan Havey, attore statunitense
- 19 settembre - Ted Jensen, tecnico del suono statunitense
- 19 settembre - Rosario Jermano, percussionista italiano
- 19 settembre - Carlo Muratori, cantautore e musicista italiano
- 19 settembre - Philip Pierre, politico santaluciano
- 19 settembre - Carine Roitfeld, editrice francese
- 19 settembre - Maurizio Siega, ex lunghista italiano
- 19 settembre - Egidio Termine, attore, regista e sceneggiatore italiano
- 19 settembre - Reggie Williams, giocatore di football americano statunitense
- 20 settembre - Lloyd Blankfein, banchiere statunitense
- 20 settembre - Vito Fabris, cestista italiano († 2021)
- 20 settembre - Henry Samueli, imprenditore, informatico e filantropo statunitense
- 20 settembre - Silu Seppälä, musicista e attore finlandese
- 20 settembre - Barbara Stevens, allenatrice di pallacanestro statunitense
- 20 settembre - Peter White, musicista britannico
- 21 settembre - Shinzō Abe, politico giapponese († 2022)
- 21 settembre - Giancarlo Snidaro, allenatore di calcio e ex calciatore italiano
- 21 settembre - Wolfgang Steinbach, allenatore di calcio e ex calciatore tedesco orientale
- 21 settembre - Christian Streiff, dirigente d'azienda e scrittore francese
- 21 settembre - Phil Taylor, batterista britannico († 2015)
- 22 settembre - Rodica Armion, cestista rumena († 2024)
- 22 settembre - Shari Belafonte, attrice statunitense
- 22 settembre - Amedeo Benedetti, italianista e biografo italiano († 2017)
- 22 settembre - Paola Boscaini, politica italiana
- 22 settembre - Gennaro Ciliberto, medico italiano
- 22 settembre - Maurizio Codogno, allenatore di calcio e ex calciatore italiano
- 22 settembre - Anil Joseph Thomas Couto, arcivescovo cattolico indiano
- 22 settembre - María Esther García, ex schermitrice cubana
- 22 settembre - Paul Kronk, ex tennista australiano
- 22 settembre - Federico Leporati, ex mezzofondista italiano
- 22 settembre - Jeffrey Schnapp, designer, storico e italianista statunitense
- 22 settembre - Paul Xuereb, ex calciatore maltese
- 23 settembre - John Baker Saunders, musicista statunitense († 1999)
- 23 settembre - Cherie Blair, avvocatessa britannica
- 23 settembre - Vito Di Tano, ciclocrossista e ciclista su strada italiano († 2025)
- 23 settembre - Mercedes Erra, imprenditrice francese
- 23 settembre - Giovanni Lombardo Radice, attore e sceneggiatore italiano († 2023)
- 23 settembre - Melanie Skillman, ex arciera statunitense
- 23 settembre - George C. Wolfe, regista, drammaturgo e librettista statunitense
- 24 settembre - Gerónimo Barbadillo, ex calciatore peruviano
- 24 settembre - Ashton Carter, politico statunitense († 2022)
- 24 settembre - Oscar Farinetti, scrittore, dirigente d'azienda e imprenditore italiano
- 24 settembre - Roberto Fittirillo, mafioso italiano
- 24 settembre - Barry Kelly, ex canoista australiano
- 24 settembre - Denise Pardo, giornalista e scrittrice italiana
- 24 settembre - Marco Tardelli, ex calciatore e allenatore di calcio italiano
- 24 settembre - Martial Yeo, allenatore di calcio e ex calciatore ivoriano
- 25 settembre - Luc Barnier, montatore francese († 2012)
- 25 settembre - Larry Braziel, ex giocatore di football americano statunitense
- 25 settembre - Pietro Grilli di Cortona, politologo italiano († 2015)
- 25 settembre - Joep Lange, medico olandese († 2014)
- 25 settembre - Ravil Maganov, imprenditore e dirigente d'azienda russo († 2022)
- 25 settembre - Steve Niehaus, ex giocatore di football americano statunitense
- 25 settembre - Mario Occhipinti, politico e medico italiano
- 25 settembre - Juande Ramos, allenatore di calcio e ex calciatore spagnolo
- 25 settembre - Juan Carlos Vidal, ex calciatore spagnolo
- 26 settembre - Alice, cantautrice, pianista e compositrice italiana
- 26 settembre - Marco Follini, ex politico e giornalista italiano
- 26 settembre - Ezio Locatelli, politico italiano
- 26 settembre - Giorgio Locuratolo, doppiatore, attore e direttore del doppiaggio italiano
- 26 settembre - Antonio Logozzo, allenatore di calcio e ex calciatore italiano
- 26 settembre - Mauro Sandreani, allenatore di calcio e ex calciatore italiano
- 26 settembre - Aleksandr Tarchanov, allenatore di calcio e ex calciatore sovietico
- 26 settembre - Sergio Valle Duarte, artista e fotografo brasiliano
- 26 settembre - Giorgio Villa, pilota motonautico e pilota di rally italiano
- 27 settembre - Carmen Casteiner, ex tuffatrice italiana
- 27 settembre - Vincenzo Chiarenza, ex calciatore e allenatore di calcio italiano
- 27 settembre - Adriano Espaillat, politico statunitense
- 27 settembre - Dougie MacLean, cantautore, polistrumentista e compositore britannico
- 27 settembre - Bernadette Manca di Nissa, contralto italiano
- 27 settembre - Leonardo Paganelli, grecista e ebraista italiano († 2025)
- 27 settembre - Dmitrij Julianovič Sitkoveckij, violinista e direttore d'orchestra sovietico
- 27 settembre - Maurizio Testa, giornalista e scrittore italiano
- 27 settembre - Sylvester Turner, politico e avvocato statunitense († 2025)
- 27 settembre - Larry Wall, programmatore statunitense
- 28 settembre - Rosi Braidotti, filosofa italiana
- 28 settembre - Silvana Fantini, doppiatrice italiana
- 28 settembre - Steve Largent, ex giocatore di football americano e politico statunitense
- 28 settembre - Ubaldo Lo Presti, attore italiano
- 28 settembre - Evan Lurie, musicista e compositore statunitense
- 28 settembre - George Lynch, chitarrista statunitense
- 28 settembre - Ennio Nonni, urbanista, architetto e designer italiano
- 28 settembre - Antonino Pennisi, filosofo e linguista italiano
- 28 settembre - Margot Wallström, politica e blogger svedese
- 28 settembre - Damir Šutevski, calciatore jugoslavo († 2020)
- 29 settembre - Cal Bruton, cestista e allenatore di pallacanestro statunitense
- 29 settembre - Stephanie Graziano, animatrice e produttrice televisiva statunitense
- 29 settembre - Flaminio Gualdoni, critico d'arte, storico dell'arte e museologo italiano
- 29 settembre - Bo Gustafsson, ex marciatore svedese
- 29 settembre - Dennis Madalone, stuntman e attore statunitense
- 29 settembre - Geoffrey Marcy, astronomo statunitense
- 29 settembre - Masoud Pezeshkian, politico e cardiochirurgo iraniano
- 29 settembre - Mari Wilson, cantante britannica
- 29 settembre - Bruno Sarda, fumettista italiano
- 29 settembre - Debbie Shapiro Gravitte, attrice e cantante statunitense
- 29 settembre - Irina Ušakova, ex schermitrice sovietica
- 30 settembre - John Drew, cestista statunitense († 2022)
- 30 settembre - Calvin Levels, attore statunitense
- 30 settembre - Daniele Mastrogiacomo, giornalista italiano
- 30 settembre - Elena Montecchi, politica italiana
- 30 settembre - Lazaro Mora, ex schermidore cubano
- 30 settembre - Patrice Rushen, pianista e cantautrice statunitense
- 30 settembre - Ivan Pedretti, sindacalista italiano
- 30 settembre - Basia Trzetrzelewska, cantante polacca
- 30 settembre - Barry Williams, attore statunitense